# Бадрахын Сумху
Бадрахы́н Сумху́ (монг. Бадрахын Сумхүү; 1928 — 2003) — монгольский кинорежиссёр, художник и сценарист. Заслуженный деятель искусств МНР (1975).

## Биография
В 1948 году окончил художественное училище в Улан-Баторе, а в 1961 году окончил ВГИК (мастерская Льва Кулешова). Работал в театре и кино. С 1963 года — художник-постановщик и режиссёр-постановщик на киностудии «Монголкино».
Член жюри XIV Московского международного кинофестиваля.

## Избранная фильмография

### Режиссёр
- 1963 — Пятно на ковре /
- 1966 — Заблудший среди родни /
- 1967 — На границе /
- 1969 — Тайна пещеры /
- 1971 — Слушайте на той стороне / Дайсны цэргүүдээ сонсоцгоо! (с Борисом Ермолаевым, СССР—Монголия)
- 1973 — В логове врага / Ичээнд нь
- 1973 — Шум мотора /
- 1975 — Жена / (в советском прокате «Подруга жизни»)
- 1978 — Начало большого пути /
- 1981 — Через Гоби и Хинган / Говь Хянганд тулалдсан нь (с Василием Ордынским, СССР—Монголия—ГДР)

### Сценарист
- 1961 — На рассвете /
- 1970 — Двое /
- 1971 — Слушайте на той стороне / Дайсны цэргүүдээ сонсоцгоо! (с Борисом Ермолаевым и Александром Басаргиным, СССР—Монголия)

### Художник
- 1963 — Губная гармошка /

## Признание
- 1973 — номинация на Золотой приз VIII Московского международного кинофестиваля («В логове врага»)
- 1975 — Заслуженный деятель искусств МНР
- 1982 — Национальная премия МНР («Через Гоби и Хинган»)